# Matthäus Gottfried Hehl

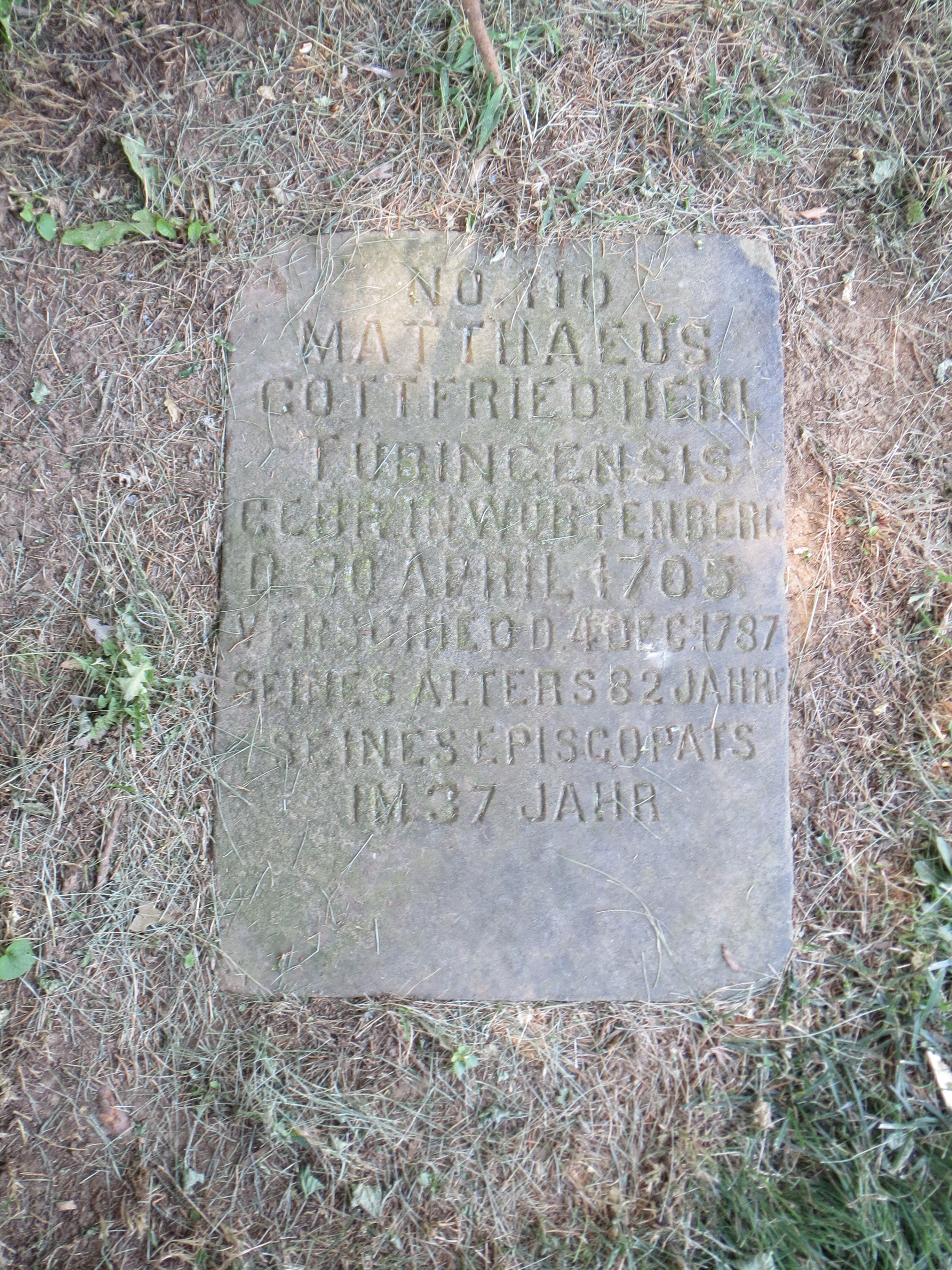
Grab Hehls auf dem Gottesacker in Lititz

Matthäus Gottfried Hehl (* 30. April 1705 in Ebersbach an der Fils; † 4. Dezember 1787 in Lititz (Pennsylvania)) war ein deutsch-amerikanischer Geistlicher und Bischof der Herrnhuter Brüdergemeine.

## Leben
Matthäus Gottfried Hehl ging in Kirchheim/Teck zur Schule und studierte Evangelische Theologie an der Universität Tübingen. 1723 wurde er hier Magister. Seine erste Pfarrstelle erhielt er 1729 in Groß Heppach. Er lernte August Gottlieb Spangenberg kennen, nahm 1734 nahm seinen Abschied und ging zur Brüdergemeine nach Herrnhut. Hier war er zunächst als Nachfolger Spangenbergs Hauslehrer für Renatus von Zinzendorf und wurde 1736 Aufseher am Waisenhaus.
1744 wurde er zum Presbyter ordiniert und diente Gemeinden in Schlesien, in der Wetterau und in Barby. 1751 erhielt er den Ruf in die amerikanischen Kolonien nach Bethlehem (Pennsylvania). Auf der Reise dorthin wurde er am 24. September 1751 in der Fetter Lane Society in London zum Bischof eingesegnet.
Er blieb in Bethlehem bis 1757, als er nach Lititz, einer herrnhutischen Neugründung, berufen wurde. Vor seiner Abreise nach Lititz hat er das erste Findbuch des Moravian Archives, Bethlehem gemacht. 28 Jahre lang versorgte er die Stadtgemeinde und die zugehörigen Landgemeinden. 1784 wurde er aus Gesundheitsgründen emeritiert. Sein Nachfolger wurde John Augustus Klingsohr.
Seit 1737 war er mit Anna Maria, geb. Jaehne (* 17. November 1716 in Berthelsdorf; † 22. November 1777 in Lititz) verheiratet. Das Paar hatte drei Kinder, von denen zwei schon früh starben. Der Sohn Matthäus Leonhard (* 1749) wurde bei der Ausreise in Barby zurückgelassen und kam erst nach 19 Jahren nach.
Hehl dichtete Kirchenlieder, von denen einige im Herrnhuter Gesang-Buch von 1735 und seinen Nachfolgern veröffentlicht wurden und Geht, erhebt die Majestät auch ins Englische (Rise, exalt the Majesty) übersetzt wurde.